# نایساوه
نایساوه (به آلمانی: Neißeaue) یک شهر در آلمان است که در زاکسن واقع شده‌است. نایساوه ۱٬۷۷۴ نفر جمعیت دارد.